# Zespół Szkół Technicznych i Leśnych w Żywcu
Zespół Szkół Technicznych i Leśnych w Żywcu – publiczne technikum z siedzibą w Żywcu-Sporyszu, przy ulicy Grunwaldzkiej 9.

## Historia
Placówka powstała w 1946 r. decyzją Departamentu Organizacji i Kadr Ministerstwa Leśnictwa. Szkoła otrzymała wówczas nazwę Państwowe Gimnazjum Przemysłu Drzewnego w Żywcu, a siedzibą stał się Nowy Zamek, który należał do Karola Olbrachta Habsburga. 
Roku 1948 założono internat, który działał przy szkole aż 50 lat. W 1951 placówka dwukrotnie zmieniała swą nazwę, najpierw na: Państwowe Liceum Przemysłu Leśnego I i II stopnia, a następnie na Państwowe Technikum Zawodowe Przemysłu Leśnego, w którym nauka trwała 4 lata. Pięć lat później w szeregi uczniów wstąpiły pierwsze uczennice. 
W 1962 roku szkoła rozszerzyła zakres swojej oferty edukacyjnej otwierając wydział zaoczny, a 1 września 1963 roku przekształcono szkołę w Technikum Przemysłu Drzewnego. W latach siedemdziesiątych szkoła znowu zmienia nazwę na: Zespół Szkół Drzewnych i Leśnych. W jej skład wchodziły technika: drzewne, celulozo-papiernicze, leśne. Szkolne życie wzbogaciły swoją działalnością liczne koła organizacje społeczne LOK, LOP, PTTK, PCK. 
Przełomowym w historii szkoły okazał się rok 2013, w którym szkoła dotąd nierozerwalnie związana z Pałacem Habsburgów, zostaje przeniesiona do obecnej siedziby przy ulicy Grunwaldzkiej. W 2018 r. placówka przekształciła swą nazwę na Zespół Szkół Technicznych i Leśnych.

## Kierunki
Obecnie szkoła kształci w czterech kierunkach:
- Technik leśnik
- Technik analityk
- Technik informatyk
- Technik logistyk

Kierunek logistyk po raz pierwszy pojawił się w 2016 roku. W 2017 zlikwidowano długo istniejący profil technik ochrony środowiska, a nieco wcześniej usunięto profil technik inżynierii środowiska i melioracji.